# 現代文学
現代文学（げんだいぶんがく）
1. 文学史における時代区分の一種。近代文学の後に位置する。これの始まりがいつなのか、研究者の間でも諸説入り混じるので厳密に語ることは難しい。ただ、文学研究者がこれを研究する場合、文化の大衆化が進んだ第二次世界大戦後を指すことが一般的である。
2. 小説、特に純文学の形態の一種。下記で述べる。

現代文学（げんだいぶんがく）は、小説、特に純文学の形態の一種。「前衛文学」（ぜんえいぶんがく）とほぼ同義語である。小説における現代詩・現代美術・現代音楽・現代思想と捉えるとイメージしやすいであろう。

## 代表的作家
アメリカ文学
- ウィリアム・バロウズ
- カート・ヴォネガット
- トマス・ピンチョン
- ポール・オースター

イギリス文学
- ウィリアム・ゴールディング
- アイリス・マードック
- ドリス・レッシング
- カズオ・イシグロ

フランス文学
- マルグリット・デュラス
- アラン・ロブ＝グリエ
- ミシェル・ビュトール
- ル・クレジオ

ドイツ文学
- ハインリヒ・ベル
- ギュンター・グラス
- ペーター・ハントケ

イタリア文学
- イタロ・カルヴィーノ
- ウンベルト・エーコ

ラテンアメリカ文学
- ホルヘ・ルイス・ボルヘス
- オクタビオ・パス
- ガブリエル・ガルシア＝マルケス
- マリオ・バルガス・リョサ

アフリカ文学
- ナギーブ・マフフーズ
- J・M・クッツェー

日本文学
- 三島由紀夫
- 安部公房
- 大江健三郎
- 村上春樹

中国文学
- 高行健
- 莫言
- 残雪